# Les Tourailles
Les Tourailles är en kommun i departementet Orne i regionen Normandie i nordvästra Frankrike. Kommunen ligger i kantonen Athis-de-l'Orne som tillhör arrondissementet Argentan. År 2018 hade Les Tourailles 59 invånare.

## Befolkningsutveckling
Antalet invånare i kommunen Les Tourailles
| Referens: INSEE |